# Jack McBrayer
Jack McBrayer (27 de mayo de 1973) es un actor estadounidense, más conocido por interpretar a Kenneth Parcell en la serie de televisión 30 Rock, un papel que le valió una nominación al Emmy en 2009. Logró una exposición nacional gracias a sus personajes en Late Night with Conan O'Brien.

## Filmografía

### Filmes
- 2001: Danny's Wish
- 2005: The Baxter
- 2005: Peanut Hunt
- 2006: Talladega Nights: The Ballad of Ricky Bobby
- 2006: Grounds Zero
- 2007: Walk Hard: The Dewey Cox Story
- 2008: Forgetting Sarah Marshall
- 2009: Spring Breakdown
- 2010: Cats & Dogs: The Revenge of Kitty Galore
- 2010: Despicable Me
- 2011: Conan O'Brien Can't Stop
- 2012: Wreck-It Ralph (voz)
- 2017: Smurfs: The Lost Village
- 2018: Dude
- 2018: Ralph Breaks the Internet
- 2024: Unfrosted
- 2025: You're Cordially Invited

### Televisión
- 2002-2004: Late Night with Conan O'Brien
- 2005: Weekends at the D.L. (Invitado Especial)
- 2005-2006: Arrested Development (Invitado Especial)
- 2006-: 30 Rock
- 2006: The Colbert Report (Invitado Especial)
- 2008-: Yo Gabba Gabba! (el mismo)
- 2009: The Electric Company (Invitado Especial)
- 2009- Phineas and Ferb (voz)
- 2010: Tim and Eric Awesome Show, Great Job! (Invitado Especial)
- 2010: Ugly Americans (Invitado Especial)
- 2010: Robotomy (Invitado Especial)
- 2010: Kung Fu Panda Holiday Special
- 2011: Bob's Burgers (voz)
- 2011: The Simpsons (voz)
- 2013: Wander Over Yonder (voz de Wander)
- 2019: Amphibia (voz de Toadie)